# Voo TAESA 725
O voo TAESA 725, foi um voo comercial operando a rota Tijuana-Cidade do México (com escalas em Guadalajara e Uruapan). Em 9 de novembro de 1999, devido a uma falha estrutural nos slats, localizados nas asas do avião, o Douglas DC-9 caiu e todas as 18 pessoas a bordo morreram.

## O acidente
O voo saiu da cidade de Uruapan, Michoacán, com rumo para a Cidade do México, com 13 passageiros após sair de Guadalajara, Jalisco. O piloto foi Jesús José Gracián e o co-piloto foi Héctor Valdéz.
Às 19h00 (horário local), após a descolagem, algo estranho aconteceu: o piloto inclinou o nariz do Douglas DC-9 muito para cima, para que vários alarmes soarem indicando que um dos slats não funcionaram. Posteriormente a aeronave entrou em estol e perdeu os controles.
Cerca de 12 quilômetros de Uruapan, o avião caiu em um campo de abacates. Foi descoberto depois, que o Douglas DC-9 não havia as condições necessárias para o voo. Este avião já havia sido relatado pela autoridades, mas a TAESA não fez nada sobre ele. Este é considerado o terceiro mais trágico acidente aéreo envolvendo uma empresa mexicana, perdendo apenas para o Voo Aeroméxico 498 em 1986, e o Voo Mexicana 940 nesse mesmo ano, este acidente foi o início do fim da TAESA.

## Investigações e consequências

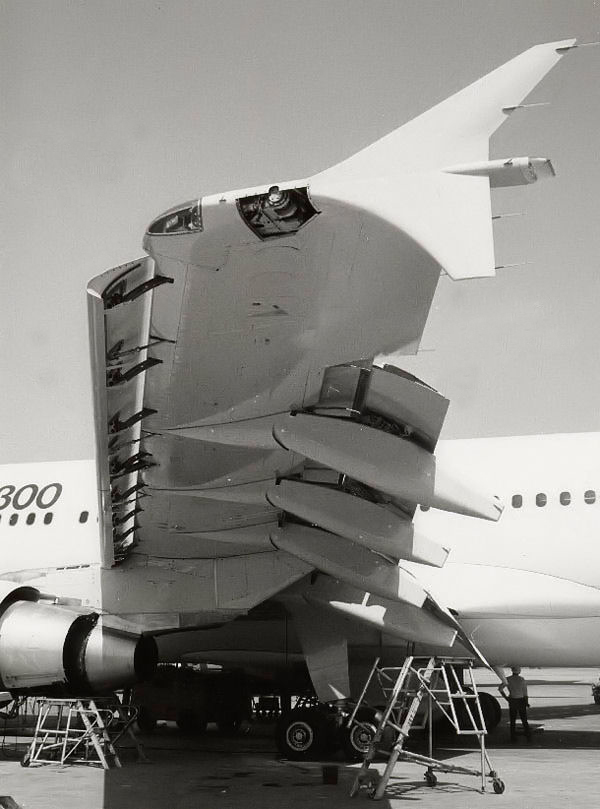
Fotografia de slats (a esquerda) de um Airbus A300, que causou uma falha estrutural causando a queda.

Investigadores determinaram que os pilotos do voo 725 não usaram as lista de verificação antes da decolagem. Durante a subida, os pilotos ficaram confusos, e pegaram o rumo errado. Desorientação espacial acredita a ser o fator no acidente do voo 725. E após as investigações, a TAESA perderam o suas permissões de voo e entrou em falência no ano seguinte.

## Texto original da caixa preta
Capitão Gracián: Positivo, trem de pouso... recolhido e desligado.
Primeiro oficial Valdés: O trem de pouso subiu.
Capitão Gracián: Verificação do seguro... três para cima... flaps para cima, por favor.
Primeiro oficial Valdés: Estão pra cima.
Capitão Gracián: Slats para cima por favor... quando slats estarão acima de 90%.
Primeiro oficial Valdés: Slats para cima.
A caixa preta registram que o controle dos pilotos vibram.
Capitão Gracián tomado de surpresa: P***, o que esse filha da mãe traz? (expressão coloquial de perplexidade)
Capitão Gracián em tom de urgência: Nós temos um slat, um slat, um slat, um slat, um slat... nós temos um slat!.
Primeiro oficial Valdés em Tom urgente para a torre de Uruapan: Temos um slat, emergência, emergência!.
Capitão Gracián: Slat disagreement!.
Os controles de ambos os pilotos vibram.
Primeiro oficial Valdés: Emergência, emergência!.
Capitão Gracián: Não, não, slat disagreement!
Primeiro oficial Valdés em um último e desesperado chamado: Emergência, eme...!.
Som de impacto e fim da gravação.

## Nacionalidades
| Nacionalidade | Tripulação | Passageiros | Total | Sobreviventes |
| ------------- | ---------- | ----------- | ----- | ------------- |
| Mexicana      | 5          | 13          | 18    | 0             |
| Total         | 5          | 13          | 18    | 0             |